# دریاچه ساوه (عراق)
دریاچه ساوه (به عربی: بحیرة ساوة) یک دریاچه درون‌ریز در عراق است که در استان مثنی واقع شده‌است.